# Asperula puberula
Asperula puberula là một loài thực vật có hoa trong họ Thiến thảo. Loài này được Halácsy & Sint. mô tả khoa học đầu tiên năm 1890.